# Katri Lindeqvist
Katri Lindeqvist, född Katri Kaarina Kerkola den 5 september 1980 i Helsingfors. Finländsk orienterare.
Började orientera som sexåring och är bäst på sprint och medeldistans. Hennes främsta merit är guldet på stafetten vid VM 2008.